# Woodrow Wilson International Center for Scholars

Il Woodrow Wilson International Center for Scholars (o Wilson Center)  è uno United States Presidential Memorial, fondato a Washington come parte dello Smithsonian Institution per atto del Congresso del 1968. È uno dei più importanti think tank al mondo. Secondo il Think Tanks and Civil Societies Program nel 2020 è stato il decimo think tank al mondo per importanza.
Intitolato al presidente Woodrow Wilson, unico presidente degli Stati Uniti ad aver conseguito un dottorato di ricerca (Ph.D), il centro ha la missione di commemorare gli ideali e le campagne di Wilson fornendo un collegamento fra il mondo delle idee e quello della politica, promuovendo la ricerca, lo studio, la discussione e collaborando negli affari nazionali e internazionali.